# We Are the World (USA for Africa)
"We Are the World" ("Som el món") és una cançó enregistrada pel supergrup USA for Africa l'any 1985. Va ser escrita per Michael Jackson i Lionel Richie, i produïda per Quincy Jones i Michael Omartian per a l'àlbum We Are the World. Les vendes van superar els 20 milions de còpies i és uns dels 30 singles de tots els temps que han venut almenys 10 milions de còpies a tot el món.
A continuació del projecte de 1984 Do They Know It's Christmas? de la britànica Band Aid l'activista Harry Belafonte va tenir la idea per a la creació d'un acte de beneficència americà per a africans per l'alleujament de la fam. Juntament amb el productor i consultor Ken Kragen, va ser decisiu per aportar la visió de la realitat. Diversos músics van ser contactats per ells, abans que Jackson i Richie s'encarreguessin de la tasca d'escriure la cançó. El duo va completar l'escriptura de "We Are the World" set setmanes després del llançament de "Do They Know It's Christmas?", una nit abans de la primera sessió de gravació de la cançó, el 21 de gener de 1985. L'esdeveniment històric va reunir alguns dels els artistes més famosos de la indústria musical de l'època.
La cançó va ser publicada el 7 de març de 1985, com a primer senzill de l'àlbum. Un èxit comercial a nivell mundial, va encapçalar les llistes de vendes de tot el món i es va convertir en el single pop d'Amèrica més venut de la història, sent el primer senzill en obtenir el certificat multi-platí. "We Are the World" va rebre una certificació Quadruple Platinum per la Recording Industry Association of America.
Reconeguda amb nombrosos premis, com tres Premis Grammy o un American Music Award, la cançó va ser promoguda amb un vídeo musical, una revista d'edició especial, un simulcast, i diversos llibres, cartells i samarretes. La promoció i merchandising va contribuir a l'èxit de "We Are the World", que va recaptar més de 63 milions de dòlars per ajuda humanitària a l'Àfrica i als Estats Units.
Després del catastròfic terratrèmol d'Haití del 12 de gener de 2010, un remake de la cançó va ser enregistrat l'1 de febrer de 2010. "We Are the World 25 for Haiti" es va estrenar com a single el 12 de febrer de 2010 per ajudar els supervivents d'aquell país.

## Fons i escriptura

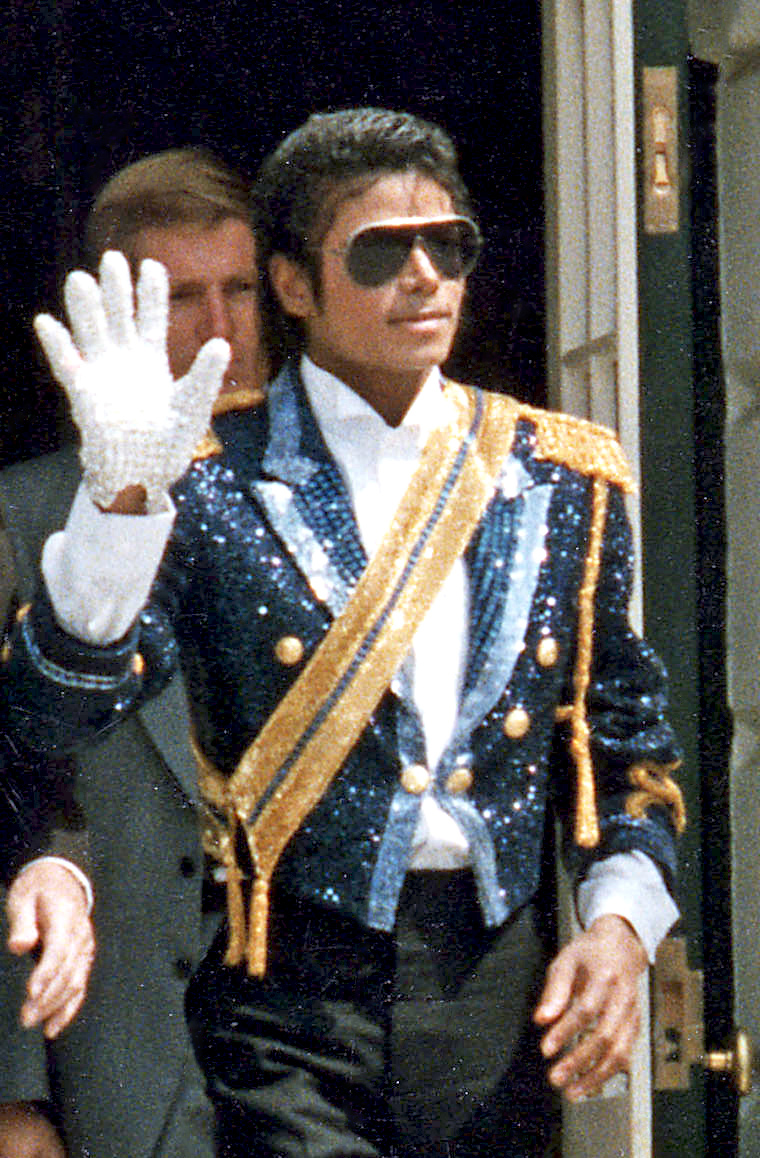
Michael Jackson el 1984, diversos mesos abans que ell i Lionel Richie van acabar d'escriure "We Are the World"

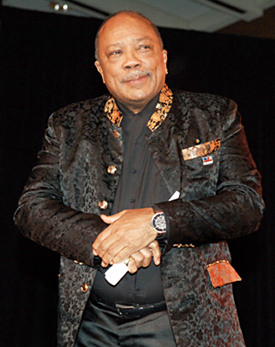
Quincy Jones va ser una figura clau en la producció i enregistrament de "We Are the World".

## Sessions d'enregistrament

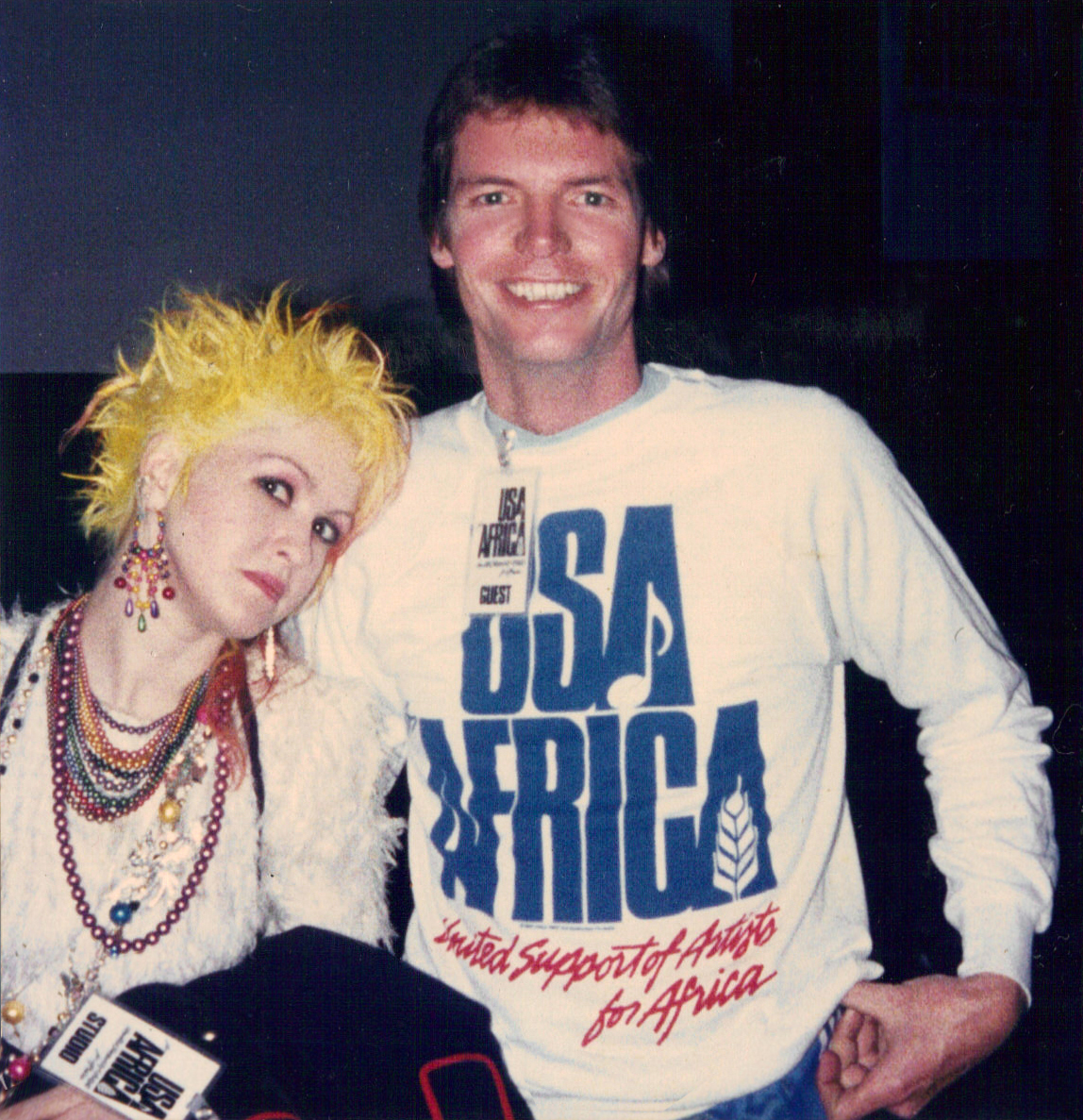
Cyndi Lauper, que també va participar en l'enregistrament de "We Are the World"

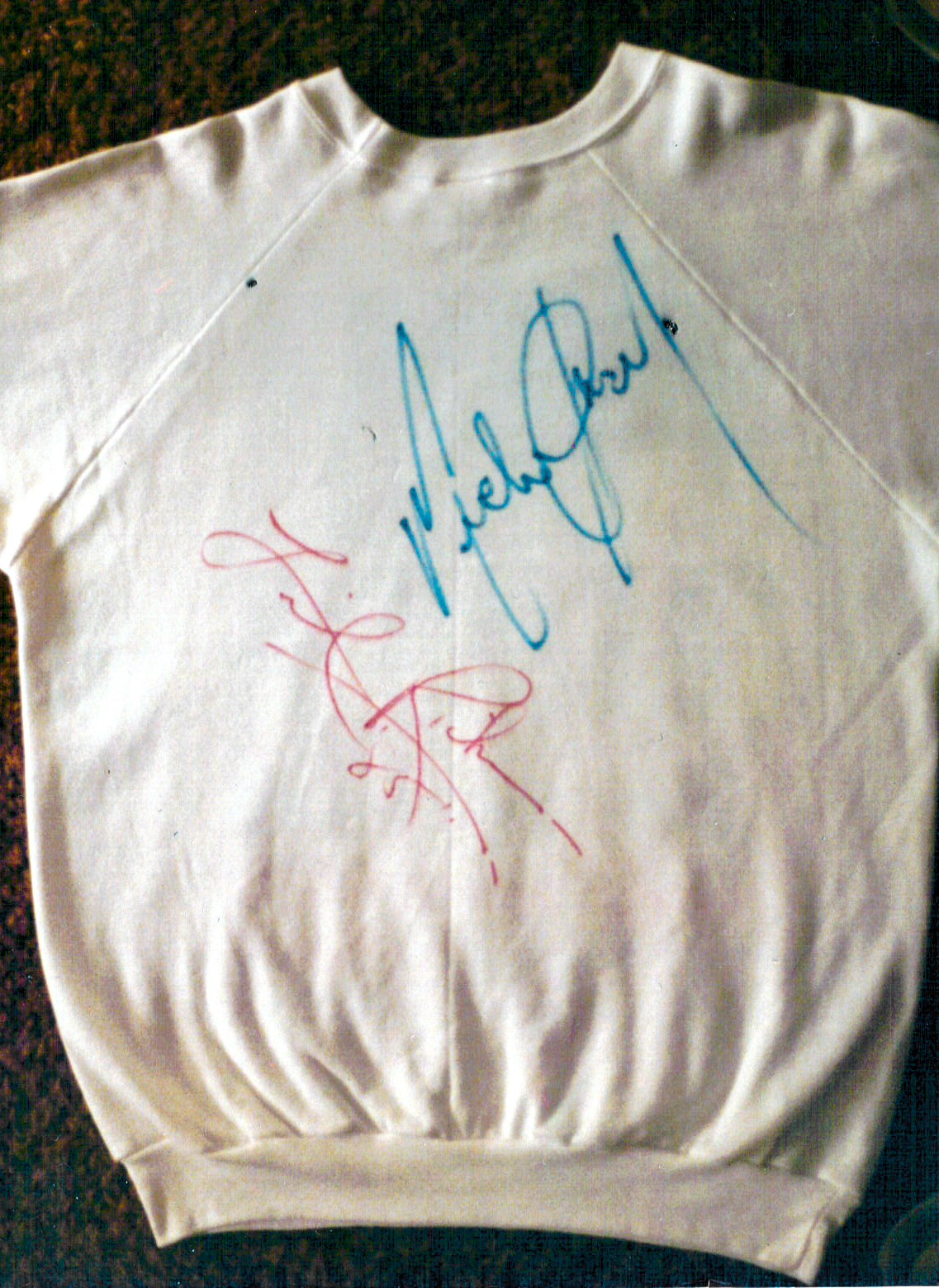
Part de darrere de la dessuadora "We Are the World" signada per Michael Jackson i Lionel Richie

## Música i arranjaments vocals
"We Are the World" ha estat descrita com "una apel·lació a la compassió humana". Les primeres línies de la tornada diuen "We are the world, we are the children, we are the ones who make a brighter day, so let's start giving" ("Som el món, som la infància, som els que fem un dia més brillant, així que comencem a donar"). "We Are the World" comença amb Lionel Richie, Stevie Wonder, Paul Simon, Kenny Rogers, James Ingram, Tina Turner i Billy Joel que canten el primer vers. Michael Jackson i Diana Ross segueixen. Dionne Warwick, Willie Nelson i Al Jarreau canten el segon vers, abans que Bruce Springsteen, Kenny Loggins, Steve Perry i Daryl Hall. Michael Jackson, Huey Lewis, Cyndi Lauper i Kim Carnes segueixen després. La cançó està així estructurada per "crear un sentit de sorpresa contínua i acumulació emocional". "We Are the World" conclou amb Bob Dylan i Ray Charles que canten un cor sencer, Stevie Wonder i Springsteen fent un duet, i ad libitum de Charles i Ingram.

## Músics de USA for Africa
Director:
- Quincy Jones

Solistes (en ordre d'aparició):
- Lionel Richie
- Stevie Wonder
- Paul Simon
- Kenny Rogers
- James Ingram
- Tina Turner
- Billy Joel
- Michael Jackson
- Diana Ross
- Dionne Warwick
- Willie Nelson
- Al Jarreau
- Bruce Springsteen
- Kenny Loggins
- Steve Perry
- Daryl Hall
- Huey Lewis
- Cyndi Lauper
- Kim Carnes
- Bob Dylan
- Ray Charles

Cor:
- Dan Aykroyd
- Harry Belafonte
- Lindsey Buckingham
- Mario Cipollina
- Johnny Colla
- Sheila E.
- Bob Geldof
- Bill Gibson
- Chris Hayes
- Sean Hopper
- Jackie Jackson
- La Toya Jackson
- Marlon Jackson
- Randy Jackson
- Tito Jackson
- Waylon Jennings
- Bette Midler
- John Oates
- Jeffrey Osborne
- The Pointer Sisters
- Smokey Robinson

Banda:
- David Paich – sintetitzador
- Michael Boddicker – sintetitzador, programació
- Paulinho da Costa – percussió
- Louis Johnson – baix
- Michael Omartian – teclat
- Greg Phillinganes – teclat
- John Robinson – bateria

## Llista de pistes
Senzill:
1. "We Are the World" (USA for Africa) – 7:14
2. "Grace" (Quincy Jones) - 4:56

## Versions
- Somos el mundo 25 por Haití de 2010, senzill caritatiu grabat pel grup hispanoamericà Artists for Haiti; adaptació a l'espanyol de We Are The World.[2]

## Guardons
Premis
1986: Grammy a la cançó de l'any